# 비디오 게임과 리눅스
리눅스 기반 운영체제를 사용하여 비디오 게임을 플레이할 수 있다. 많은 게임이 리눅스 커널을 기본적으로 지원하지 않기 때문에 와인 (소프트웨어), Cedega 및 Proton과 같은 윈도우 게임과 Lutris 및 플레이온리눅스와 같은 관리자를 실행하기 위한 다양한 소프트웨어가 만들어졌다. 리눅스 게임 커뮤니티에는 리눅스에서 공식적으로 지원되지 않는 게임을 실행하려는 사용자가 인터넷에 존재한다.

## 같이 보기
- 디렉터리 및 목록
  - 자유 소프트웨어 디렉터리
  - 에뮬레이터 목록
  - 비디오 게임 에뮬레이터 목록
- 리눅스 게이밍 소프트웨어
  - Direct3D
  - 플레이온리눅스
  - 스팀 (서비스)
  - 벌컨 (API)
  - 와인 (소프트웨어)
- 기타 문서
  - PS2 리눅스
  - 세가 아케이드 시스템 보드 목록